# Перехідна водонафтова зона
Перехідна водонафтова зона (рос. переходная водонефтяная зона; а. water-oil transition zone; н. Öl-Wasser-Zone f) — частина об'єму нафтоносного пласта, яка примикає до водонафтового контакту (ВНК) і має водонасиченість, що змінюється знизу вверх від 100 % біля дзеркала води до залишкової водонасиченості на верхній межі зони з чисто нафтовою частиною розрізу.